# Valide Sultan
Valide Sultan (osmanisch والده سلطان; amtlich مهد علیای سلطنت / mehd-i ʿulyā-yı salṭanat / ‚die höchste Wiege der Herrschaft‘) war der traditionelle Titel der Mutter des jeweils regierenden Sultans im Osmanischen Reich.
Nicht nur wegen der informellen Macht, die diese Stellung mit sich brachte, sondern auch wegen der offiziellen Position, die die Königinmutter im Harem einnahm, war die Valide Sultan zeitweise die mächtigste Person nach dem Sultan im ganzen Osmanischen Reich.
Besonders im 17. Jahrhundert unter einer Reihe von Sultanen, die als Kinder auf den Thron kamen oder politisch desinteressiert waren, übte die jeweilige Valide Sultan daher de facto die Macht aus. Diese Periode ist in die türkische Geschichte als Weiberherrschaft eingegangen.
Wurden in der Anfangszeit des Osmanischen Reichs noch Ehen aus dynastischen Gründen (etwa mit byzantinischen Prinzessinnen) geschlossen, so war die herausragende Besonderheit des späteren osmanischen Heiratssystems, dass der ursprüngliche Status von Ehefrauen des Sultans irrelevant war. Es konnte sich dabei auch um eine einfache Haremssklavin aus dem Ausland handeln, in die sich der Sultan verliebt hatte und die in der Hierarchie des Serail aufgestiegen war. Der Vorteil dieser für Europa undenkbaren Konstruktion, d. h. einer Sklavin als Mutter des regierenden Sultan, waren eben deren fehlende familiäre und dynastische Bindung an fremde Mächte und Königshäuser.
Diese Aufstiegsmöglichkeit gab vor allem im Abendland Stoff für romantische und abenteuerliche Legenden ab. Die Valide Sultan hatten in der überwiegenden Zahl der Fälle keinen türkischen Hintergrund, sondern waren oft tscherkessische, albanische, russische, bulgarische und serbische sowie griechische Osmaninnen, aber auch einige Italienerinnen und Französinnen waren darunter.